# Stachys ocymastrum
Stachys ocymastrum – вид рослин родини Глухокропивові (Lamiaceae). лат. ocymastrum — натякає на схожість цієї рослини з родом Ocimum.

## Опис
Трава однорічна, (9)12–70(110) см. Стебла прямостоячі, розгалужені, волохаті. Прикореневі листки 25–45 × 20–40 мм, яйцюваті, тупі. Суцвіття з 4–6 квітками. Віночок 13–16 мм, білий. Цвіте з березня по червень. Горішки 1.5–2 мм, субсферичні, темні або світло-сірі.

## Поширення
Північна Африка: Алжир; північне Марокко; Туніс. Південна Європа: Греція [вкл. Крит]; Італія [вкл. Сардинія, Сицилія]; Франція [вкл. Корсика]; Португалія [вкл. Мадейра]; Гібралтар; Іспанія [вкл. Балеарські острови, Канарські]. Населяє луки, скелясті нагромадження, байдужий до ґрунту; 0-1000 м.

## Галерея

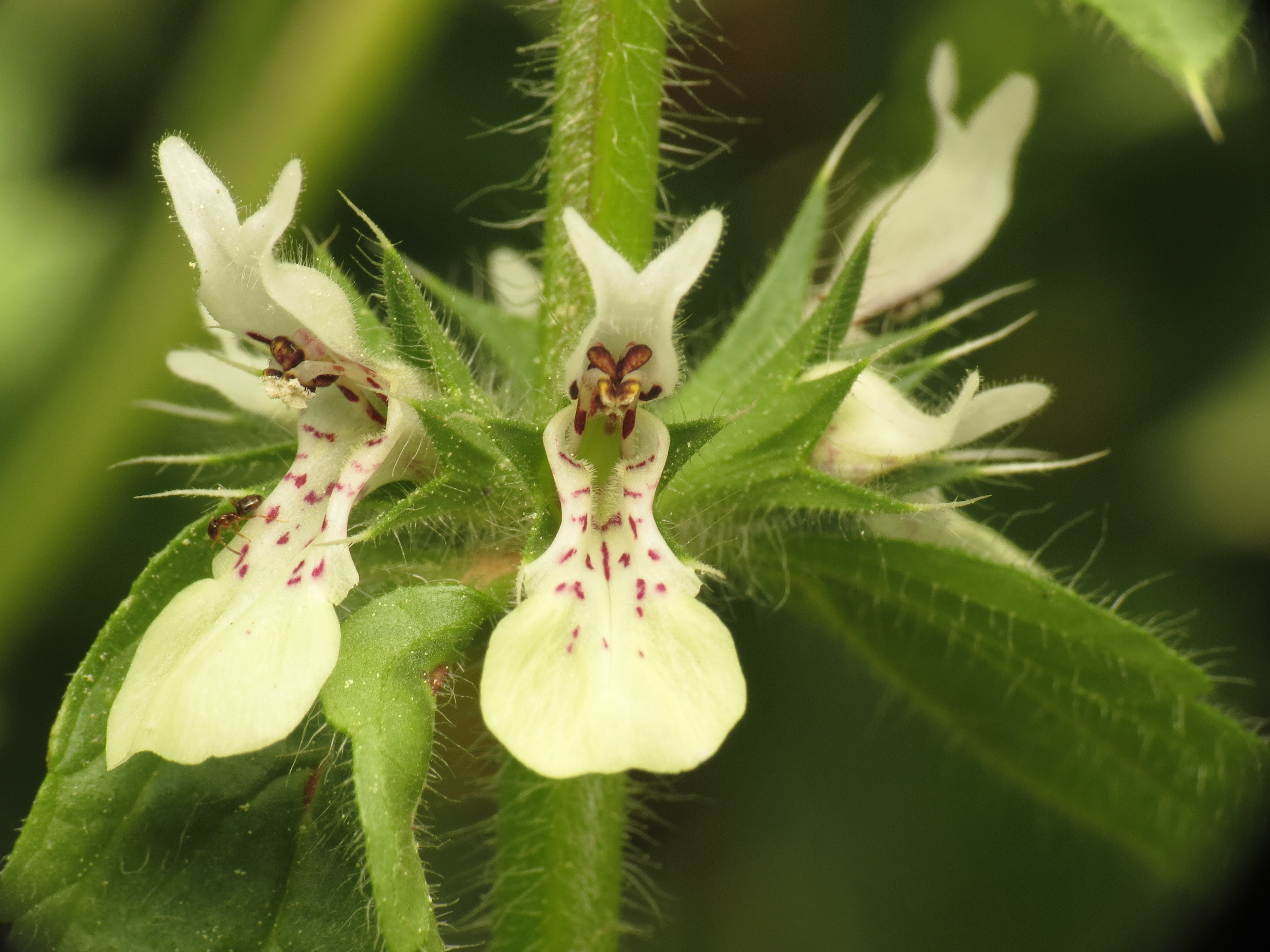
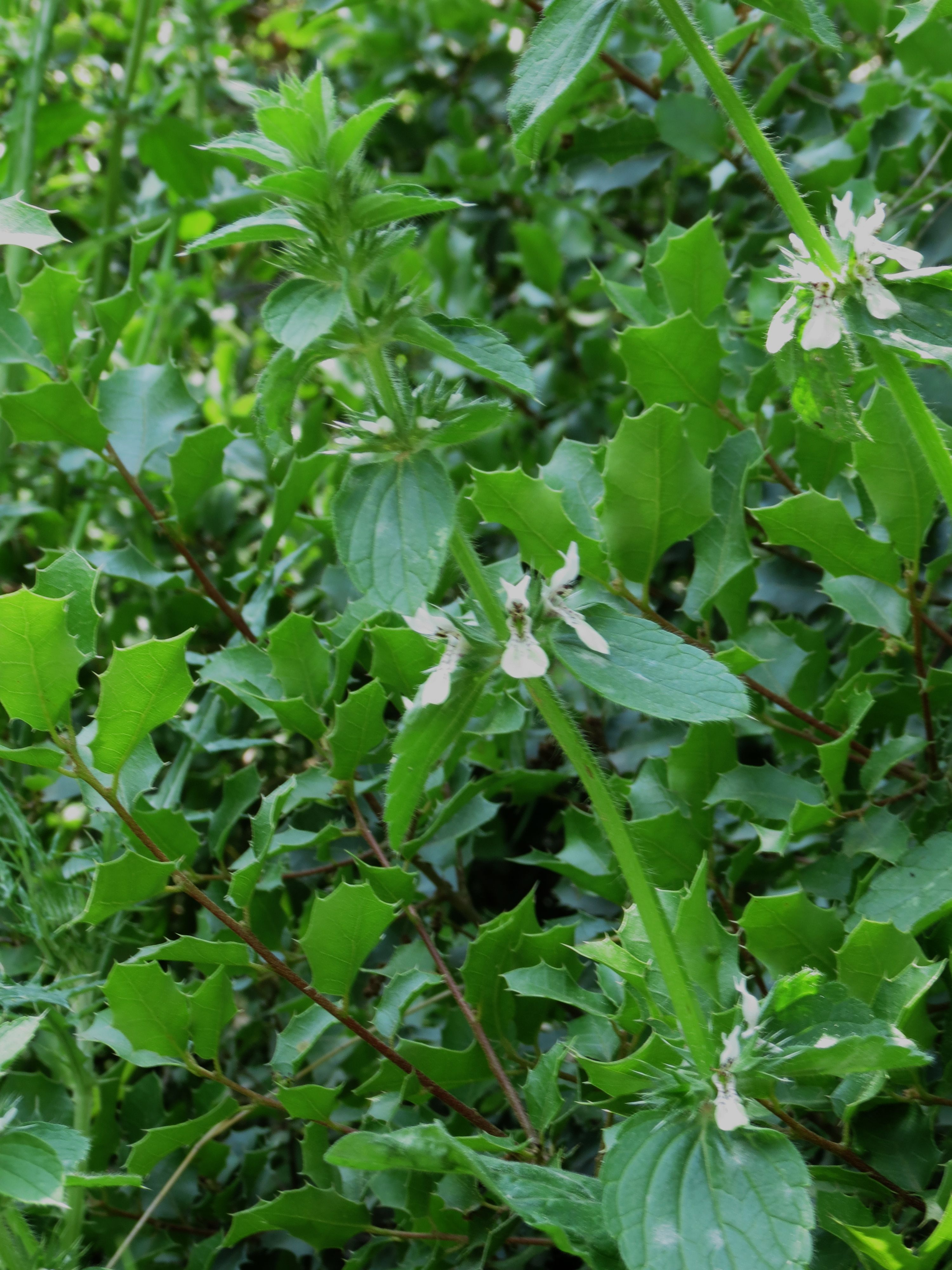
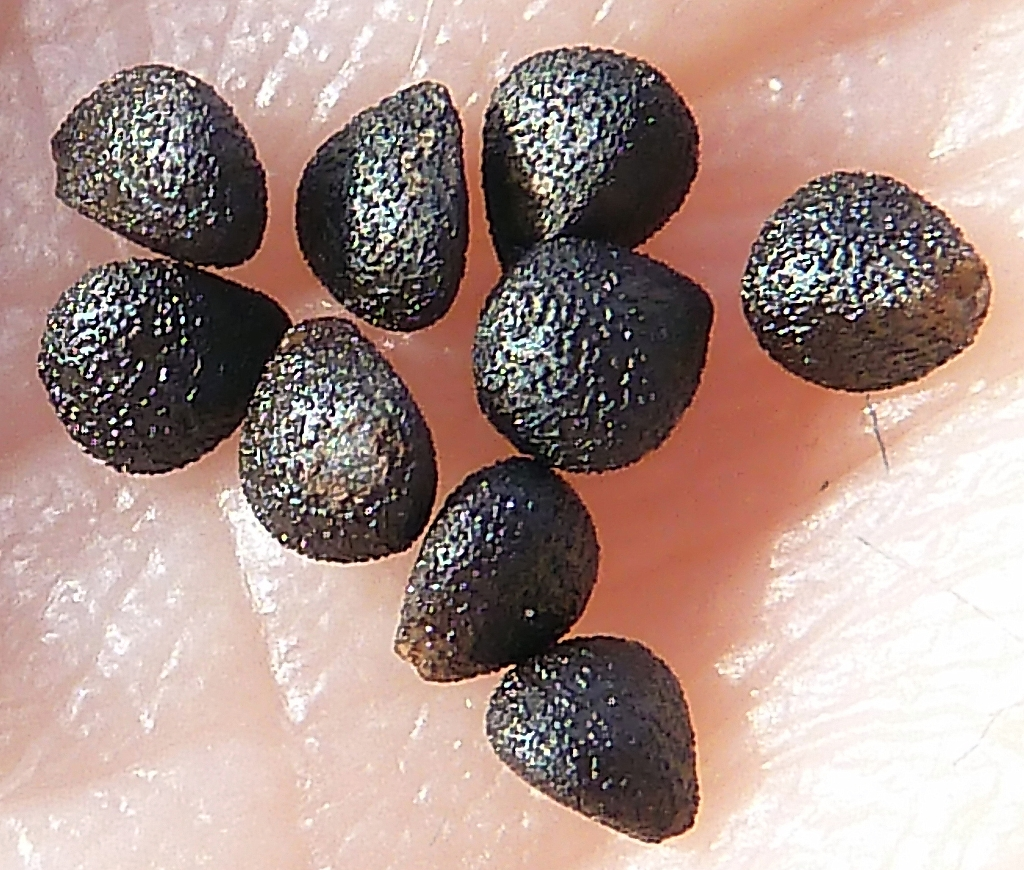